# Hockey Club Monza 1950
Questa voce raccoglie le informazioni riguardanti l'Hockey Club Monza nelle competizioni ufficiali della stagione 1950.

## Maglie e sponsor
| 1ª divisa |

## Rosa
| N° | Naz.              | Ruolo | Sportivo          |  |  |  |
| -- | ----------------- | ----- | ----------------- |  |  |  |
| ?  | Italia (bandiera) | E     | Umberto Arnaboldi |  |  |  |
| ?  | Italia (bandiera) | E     | Giovanni Bettini  |  |  |  |
| ?  | Italia (bandiera) | E     | Luigi Castoldi    |  |  |  |
| ?  | Italia (bandiera) | E     | Gatti             |  |  |  |
| ?  | Italia (bandiera) | E     | Aldo Gelmini      |  |  |  |
| ?  | Italia (bandiera) | E     | Maurizio Gelmini  |  |  |  |
| ?  | Italia (bandiera) | P     | Mario Massironi   |  |  |  |
| ?  | Italia (bandiera) | E     | Sergio Morello    |  |  |  |

- Allenatore: ?

## Risultati

### Serie A
- Girone di andata

| Trieste | DLF Trieste | 3 – 8 | Monza |  |

| Novara | Novara | 3 – 8 | Monza |  |

| Monza | Monza | 9 – 3 | Edera Trieste |  |

| Monza | Mirabello | 4 – 8 | Monza |  |

| Valdagno | Marzotto Valdagno | 2 – 12 | Monza |  |

| Monza | Monza | 12 – 5 | Triestina |  |

| Genova | Bolzanetese | 5 – 4 | Monza |  |

- Girone di ritorno

| Monza | Monza | 15 – 4 | DLF Trieste |  |

| Monza | Monza | 3 – 6 | Novara |  |

| Trieste | Edera Trieste | 8 – 4 | Monza |  |

| Monza | Monza | 6 – 2 | Mirabello |  |

| Monza | Monza | 6 – 3 | Marzotto Valdagno |  |

| Trieste | Triestina | 3 – 2 | Monza |  |

| Monza | Monza | 7 – 2 | Bolzanetese |  |

## Statistiche di squadra
| Competizione | Punti | Totale | Totale | Totale | Totale | Totale | Totale |
| Competizione | Punti | G      | V      | N      | S      | GF     | GS     |
| ------------ | ----- | ------ | ------ | ------ | ------ | ------ | ------ |
| Serie A      | 20    | 14     | 10     | 0      | 4      | 104    | 53     |
| Totale       | -     | 14     | 10     | 0      | 4      | 104    | 53     |